# Eduardo Ruiz Santamaría
Eduardo Ruiz Santamaría es un ex ciclista profesional español. Nació en Valencia el 22 de marzo de 1966. Fue profesional entre 1988 y 1991 ininterrumpidamente.
En la categoría amateur dejó un listón muy alto, pues consiguió 4 medallas en los campeonatos de España. Medalla de plata en los Juegos del Mediterráneo de 1987 y Bronce en contrarreloj. Ganó dos pruebas con profesionales.
Disputó 3 campeonatos del Mundo, en Caen (Francia), Colorado (EE. UU.) y Villach (Austria).
Pasó al campo profesional de la mano de Javier Mínguez, en el equipo BH, y disputó una Vuelta a España en 1989; después terminó denominándose Amaya Seguros. Pasó en 1991 al Artiach Royal de Paco Giner, con quien disputó una Vuelta a España.
Su labor siempre era de gregario de los diferentes jefes de filas que tuvo, circunstancia que provocó que consiguiera pocas victorias en el campo profesional.

## Palmarés
1988
- 1.º Sprints Especiales Vuelta a Aragón.
- 6.º Vuelta a Cantabria. 1.º neoprofesional.

1989
- 1 etapa de la [Vuelta a Aragón] y 5.º en la General.
- 3.º Vuelta a los Puertos (Madrid).

1990
- 13.º Clásica de San Sebastián. Copa del mundo.
- 1.º clasificado por equipos Volta a Cataluña.

## Equipos
- B.H. Sport (1988-1989)
- BH-Amaya Seguros (1990)
- Artiach (1991)